# Marek Zalewski (duchowny)
Marek Zalewski (ur. 2 lutego 1963 w Augustowie) – polski duchowny rzymskokatolicki, doktor prawa kanonicznego, dyplomata watykański, arcybiskup, nuncjusz apostolski w Zimbabwe w latach 2014–2018, nuncjusz apostolski w Singapurze i przedstawiciel papieski w Wietnamie od 2018.

## Życiorys
Urodził się 2 lutego 1963 w Augustowie w rodzinie Jana i Klary z Kruczyńskich. W latach 1983–1985 studiował teologię w Wyższym Seminarium Duchownym w Łomży, następnie w latach 1985–1989 teologię w Seminarium Metropolitalnym we Florencji, gdzie uzyskał bakalaureat. Święceń prezbiteratu udzielił mu 27 maja 1989 w katedrze św. Michała Archanioła w Łomży biskup diecezjalny łomżyński Juliusz Paetz. Inkardynowany został do diecezji łomżyńskiej. W latach 1991–1995 odbył studia w zakresie prawa kanonicznego na Papieskim Uniwersytecie Gregoriańskim, które ukończył z doktoratem. Studiował również na Papieskiej Akademii Kościelnej, gdzie był przygotowywany do służby w dyplomacji watykańskiej.
W latach 1989–1991 pracował jako wikariusz w jednej z parafii archidiecezji Florencji. W latach 1995–1996 był asystentem w nuncjaturze apostolskiej w Republice Środkowoafrykańskiej. Pracował jako sekretarz: nuncjatury w Republice Środkowoafrykańskiej (1996–1998), stałego przedstawicielstwa Stolicy Apostolskiej przy Organizacji Narodów Zjednoczonych w Nowym Jorku (1998–2001) i nuncjatury w Wielkiej Brytanii (2001–2004). Następnie pełnił funkcję radcy nuncjatur: w Niemczech (2004–2008), w Tajlandii (2008–2011), w Singapurze (2011–2012) i w Malezji (2012–2014). Podczas pracy w Niemczech brał udział w przygotowaniach podróży apostolskich Benedykta XVI do tego kraju w 2005 i w 2006, natomiast pracując w Malezji zorganizował od podstaw tamtejszą nuncjaturę apostolską. W 1996 otrzymał godność kapelana Jego Świątobliwości, a w 2006 prałata honorowego Jego Świątobliwości.
25 marca 2014 papież Franciszek mianował go nuncjuszem apostolskim w Zimbabwe, jednocześnie wynosząc go do godności arcybiskupa tytularnego Afriki. Święcenia biskupie otrzymał 31 maja 2014 w katedrze łomżyńskiej. Udzielił mu ich kardynał Pietro Parolin, sekretarz stanu Stolicy Apostolskiej, z towarzyszeniem Janusza Stepnowskiego, biskupa diecezjalnego łomżyńskiego, i Romualda Kamińskiego, biskupa pomocniczego ełckiego. Jako dewizę biskupią przyjął słowa „Lumen vitae Christus” (Chrystus światłem życia).
21 maja 2018 papież Franciszek mianował go nuncjuszem apostolskim w Singapurze i jednocześnie nierezydującym przedstawicielem papieskim w Wietnamie. 23 grudnia 2023 został ustanowiony przedstawicielem papieskim rezydującym w Wietnamie.
Był współkonsekratorem podczas sakr biskupa diecezjalnego Mutare Paula Horana (2016), biskupa diecezjalnego Gokwe Rudolfa Nyandoro (2017) i biskupa diecezjalnego Chinhoyi Raymonda Mupandasekwy (2018).
W 2019 otrzymał tytuł Ambasadora Augustowa, przyznany przez burmistrza miasta.